# The Complete U2
The Complete U2 es un box set digital de U2, lanzado exclusivamente en línea a través de iTunes Music Store el 23 de noviembre de 2004. Fue el primer lanzamiento mayor de una caja recopilatoria en línea de cualquier artista. Contiene la colección completa de álbumes de U2, alcanzando el total de 440 canciones - sencillos, en vivo, rarezas y material inédito - desde 1978 al 2004. El precio alcanza los US$ 149.99, pero un cupón de 50 dólares fue incluido en los iPod U2 Special Edition (basados en la cuarta generación de iPod). Los nuevos iPod U2 Especial Edition (con video, basados en la quinta generación de iPod), incluyen un código canjeable por una compilación de 33 minutos de presentaciones en vivo y entrevistas con la banda en vez del cupón de 50 dólares para The Complete U2.

## Álbumes
Para información detallada de la mayoría de los álbumes, véase Discografía de U2.
Los álbumes siguientes están sólo disponibles como parte de este set:

### Early Demos
Early Demos es un EP que contiene 3 demos, producidos por Barry Devlin y grabados por Keystone Studios en noviembre de 1978. Las tres canciones son las primeras grabaciones en estudio de la banda.
1. "Street Mission" — 4:17
2. "Shadows and Tall Trees" (demo) — 4:40
3. "The Fool" — 4:15

### Live from Boston 1981
Live from Boston 1981 es un álbum en vivo grabado en el Paradise Theatre de Boston el 6 de marzo de 1981.
1. "The Ocean" — 2:22
2. "11 O'Clock Tick Tock" — 5:02
3. "Touch" — 3:01
4. "An Cat Dubh" / "Into the Heart" — 7:54
5. "Another Time, Another Place" — 4:33
6. "The Cry" / "The Electric Co." — 4:53
  - lanzada originalmente en el sencillo "Fire"
7. "Things to Make and Do" — 3:05
8. "Stories for Boys" — 3:03
  - lanzada originalmente en el sencillo"The Sweetest Thing"
9. "Twilight" — 4:27
10. "I Will Follow" — 3:58
  - lanzada originalmente en el sencillo "Gloria"
11. "Out of Control" — 5:18
  - lanzada originalmente en los sencillos "I Will Follow" y "Sweetest Thing"
12. "11 O'Clock Tick Tock" (encore) — 5:01
  - lanzada originalmente en el sencillo "Fire"
13. "The Ocean" (encore) — 2:11
  - lanzada originalmente en el sencillo "Fire"

### Live from the Point Depot
Live from the Point Depot es el primer lanzamiento oficial de un bootleg de la banda, que fue realizado en el show de la Víspera de Año Nuevo en Point Depot, Dublín en 1989.
1. "Auld Lang Syne" / "Where the Streets Have No Name" — 6:55
2. "I Will Follow" — 4:20
3. "I Still Haven't Found What I'm Looking For" — 5:09
  - con un fragmento de la canción de Bob Marley "Exodus"
4. "MLK" — 1:53
5. "One Tree Hill" — 4:52
6. "Gloria" — 4:34
7. "God Part II" — 3:35
8. "Desire" — 3:10
9. "All Along the Watchtower" — 4:07
10. "All I Want Is You" — 1:03
  - por Bono y The Edge
11. "Bad" — 7:31
12. "Van Diemen's Land" — 2:59
  - con The Edge como voz principal
13. "The Star-Spangled Banner" / "Bullet the Blue Sky" — 6:23
  - con un fragmento de "11 O'Clock Tick Tock"
14. "Running to Stand Still" / "Dirty Old Town" — 5:16
15. "New Year's Day" — 4:44
16. "Pride (In the Name of Love)" — 6:03
17. "Party Girl" — 3:41
18. "Angel of Harlem" — 4:14
  - con B. B. King
19. "When Love Comes to Town" — 5:02
  - con B. B. King
20. "Love Rescue Me" — 6:42
  - con B. B. King
21. "40" — 7:25

### Unreleased & Rare
Unreleased & Rare es una compilación de rarezas y canciones inéditas. Muchas de las canciones inéditas son de las sesiones de los discos All That You Can't Leave Behind y How to Dismantle an Atomic Bomb.
1. "Levitate" — 5:09
  - de las sesiones de All That You Can't Leave Behind
2. "Love You Like Mad" — 4:17
  - de las sesiones de All That You Can't Leave Behind
3. "Smile" — 3:17
  - de las sesiones de How To Dismantle An Atomic Bomb
  - lanzada después como bonus track en el Reino Unido de la preventa de U218 Singles en iTunes Store.
4. "Flower Child" — 4:54
  - de las sesiones de from All That You Can't Leave Behind
5. "Beautiful Ghost: Introduction to Songs of Experience" — 3:52
  - de las sesiones de The Joshua Tree
  - recita el poema de William Blake "Introduction to Songs of Experience"
6. "Jesus Christ" — 3:12
  - de las sesiones de Rattle and Hum en Sun Studio
  - escrita por Woody Guthrie
  - lanzada originalmente en el álbum tributo Folkways: A Vision Shared (1988)
7. "Xanax and Wine" — 4:39
  - de las sesiones de How To Dismantle An Atomic Bomb
  - versión temprana de "Fast Cars"
8. "All Because of You" (alternate) — 3:35
  - de las sesiones de How To Dismantle An Atomic Bomb
9. "Native Son" — 3:08
  - de las sesiones de How To Dismantle An Atomic Bomb
  - versión temprana de "Vertigo"
10. "Yahweh" (alternate) — 4:31
  - de las sesiones de How To Dismantle An Atomic Bomb
11. "Sometimes You Can't Make It On Your Own" (alternate) — 5:30
  - de las sesiones de How To Dismantle An Atomic Bomb
12. "Numb" (radio edit) — 3:57
  - lanzada originalmente en el sencillo promocional de "Numb" (1993)
13. "Bass Trap" (edit) — 3:33
  - lanzada originalmente en B-sides disc of The Best of 1980-1990 (1998)
14. "Night and Day" (Twilight Remix) — 5:20
  - escrita por Cole Porter
  - lanzada originalmente en el sencillo promocional "Night and Day" (1990)
15. "Numb" (Gimme Some More Dignity Mix Edit) — 5:50
  - lanzada originalmente en los B-sides de The Best of 1990-2000 (2002)
16. "Salomé" (Zooromancer Remix Edit) — 5:51
  - lanzada originalmente en los B-sides de The Best of 1990-2000 (2002)
17. "Christmas (Baby Please Come Home)" — 2:19
  - escrita por Phil Spector, Jeff Barry, y Ellie Greenwich
  - lanzada originalmente en A Very Special Christmas (1987)
18. "Stateless" — 4:05
  - lanzada originalmente en la banda sonora de The Million Dollar Hotel (2000)